# Mecyclothorax microps
Mecyclothorax microps (лат.) — вид жуков-жужелиц рода Mecyclothorax из подсемейства Псидрины.

## Распространение
Встречаются на острове Молокаи из группы Гавайских островов. Если не считать голотипа, этот вид известен только по второму экземпляру, обозначенному как «Waikolu Valley, 16-VI-1928, Adamson». Таким образом, ареал этого вида, по-видимому, сосредоточен в долине Вайколу. Об экологии этого вида ничего не известно.

## Описание
Мелкие жужелицы, длина менее 5 мм (от 4,0 до 4,2 мм). Верный своему названию, этот вид характеризуется очень плоскими глазами, глазным отношением 1,31, с задними концами глазной лопасти, немного выпуклыми по отношению к щеке, неглубокой бороздкой, обозначающей задний край глазной лопасти; переднеспинка четырёхгранная, с широкими вздернутыми боковыми краями, задние углы переднеспинки зубчатые, лишь слегка выступают из изгиба, определяемого базолатеральным и срединным базальным краями. Надкрылья плоские посередине, базальная бороздка от неглубоко дугообразной до слабо угловатой, место соединения с латеральным краевым вдавлением; параскутеллярная щетинка на 0,333 промежутка ширины мезоидной шовной борозды, ближе к борозде, чем к базальной борозде; шовные бороздки точечны до базальной бороздки, бороздки 2-4 точечные и непрерывные на диске, бороздки 5 и 6 более мелкие, точки диска изолированные, 7 бороздка нечёткая, все точки дискальной бороздки простираются примерно на 0,673 длины надкрылий; бороздки 1 и 2 одинаково вдавлены почти до вершины, вторая нечёткая за вершинным положением борозды 6. Темя с нечёткой поперечно вытянутой изодиаметрической микроскульптурой, диск переднеспинки блестящий, с нечеткими поперечными волнистыми линиями, участки поперечной сетки наиболее заметны в срединном продольном вдавлении, надкрылья с удлинённой поперечной сетчатой микроскульптурой.

## Таксономия
Вид был впервые описан в 1903 году английским энтомологом Дэвидом Шарпом (1840—1922), а его валидный статус подтверждён в ходе ревизии, проведённой в 2007 году американским колеоптерологом James Kenneth Liebherr (Cornell University, Итака, США).